# 東伏見慈晃
東伏見 慈晃（ひがしふしみ じこう、1942年6月21日 - ）は、青蓮院第49代門主。旧皇族で青蓮院第48代門主の東伏見慈洽の次男で、上皇の従兄弟にあたる。大日本武徳会総裁。堀場製作所取締役。

## 経歴
1942年（昭和17年）、伯爵・東伏見邦英（当時は得度前）の次男として京都府で誕生。
1966年（昭和41年）、中央大学法学部を卒業し、埼玉銀行に入行。1988年（昭和63年）には東久留米支店長となる。
1993年（平成5年）に得度し、青蓮院に入山。1994年（平成6年）より叡山学院研究科、1996年（平成8年）より大正大学大学院仏教学研究科にて仏教学・天台学を研究、2001年（平成13年）3月に同仏教学研究科博士課程を修了。
2003年（平成15年）12月、青蓮院第49代門主に就任。
2011年（平成23年）6月24日、昭和聖徳記念財団の評議員に就任。
2014年（平成26年）4月、大日本武徳会の総裁に就任。
2015年（平成27年）6月17日、昭和聖徳記念財団の評議員を退任。
2016年（平成28年）3月26日、堀場製作所の取締役に就任。

## 血縁
- 父：東伏見慈洽
- 母：東伏見保子（亀井保子・亀井茲常の次女）
- 子女：
  - 妻：具子(1951年1月5日生[8])
    - 長男：東伏見光晋[9]、（現：青蓮院執事長[10]1977年8月17日生[8])
      - 孫：男児(2009年生[9])

## 著書
- 『新版　古寺巡礼京都〈30〉青蓮院』淡交社、2009年1月。ISBN 978-4473035004。
- 『青不動のこころ：国宝青不動御開帳記念』玉川大学出版部、2009年9月。ISBN 9784472303005。